# 美少女仮面ポワトリン
『美少女仮面ポワトリン』（びしょうじょかめんポワトリン）は、1990年1月7日から同年12月30日までフジテレビ系列で放送された特撮テレビ番組。東映不思議コメディーシリーズ第11作。全51話。

## 概要
東映不思議コメディーシリーズ第9作『魔法少女ちゅうかなぱいぱい』から始まった美少女路線の第3弾。超常的存在から変身能力を授かった極普通の人間の少女が正義のヒロインとなって悪と戦うという変身バトルヒロイン要素を取り込んだ初の作品となった。
“ポワトリン”とは、フランス語で“胸(Poitrine)”を意味する語。またポワトリンのコスチュームは、『好き!すき!!魔女先生』のアンドロ仮面をプロトデザインとし、フランスの俳優アラン・ドロンの名作『怪傑ゾロ』を意識して作られた。ラフデザイン段階でのタイトルは「美少女仮面イグレック」。イグレックとはフランス語でYのことである。「イグレック」「ポワトリン」「オリュード」「ディアブル」とフランス語が多用されているのは、フジテレビの企画担当であった原岡健一郎の決定である。
ポワトリンに変身する時の呪文やポワトリン登場・退場時の決め台詞もブレイクし、平均視聴率15%を出す人気番組となった。
また一部では「バットマンの少女版」との表現が見受けられたことがある。
同局系列のバラエティー番組『あっぱれさんま大先生』や『鶴太郎のギャグハラスメント』にも、花島優子本人がポワトリンとして出演。当番組以外でも人気を博したという。
東映不思議コメディーシリーズを多く執筆した浦沢義雄であるが、本作品では、原作者の石ノ森章太郎をして「僕が担当するのは基本となる路線、デザイン、そしてヒロイン像ですね。あとはうち（石森プロ）の担当が脚本の浦沢さんのところにいって奇妙な脚本が出来上がってくるというわけです」と言わしめるほどに、浦沢のセンスが作品を成功に導く重要な要因となった。浦沢は、本作品から『うたう!大龍宮城』まで3作連続で全話を書き上げた。また本作品の前期オープニングおよびエンディングは、同時期放送されたメタルヒーローシリーズの『特警ウインスペクター』と兼任したため、本編の演出が2本に留まっている三ツ村鐵治が手がけている。前年の『仮面ライダーBLACK RX』までプロデューサー補を務めていた髙寺成紀が正規プロデューサーとなった作品でもある。
次回作だった『不思議少女ナイルなトトメス』とのコラボレーションによる映画作品の計画があり、脚本も完成していたが諸般の事情で製作は中止された。ただし、その脚本に関しては『ナイルなトトメス』第31回「クレオパトラのお漬け物」として放送された。

## あらすじ
年明けの新学期。極普通の女子高生、村上ユウコは、忘れていた初詣を済まそうと立ち寄った近所の神社で、神様に出会う。そして、宇宙を絶望と暗黒から救った伝説の女神の名を持つ戦士、美少女仮面ポワトリンに変身する力を授けられ、持病の胃カタルの治療に出かけたい神様に代わって、ご町内（とついでに宇宙）の平和と安全を守るために戦う羽目になってしまう。
奇妙な犯罪者たちによる事件が次々と巻き起こっていくその度に、コスモブレスの力でポワトリンに変身し、ユウコは悪に立ち向かっていく。

## 登場人物
村上 ユウコ / ポワトリン
本作品の主人公。楽天的かつ元気な性格と強い正義感を併せ持つ高校生の女の子。村上家の長女で、三人姉弟の一番上。高校2年生。好物はアイスクリーム、たこ焼き、牛丼。
近所の神社に住む神様から唐突にご町内と宇宙の平和と安全を守る仕事を押し付けられ、美少女仮面ポワトリンとなって町内に蔓延る怪人たちと戦う羽目になってしまった。その上、正体が周囲にバレるとカエルにされてしまうペナルティが課せられている。また、妹がポワトリンプティットであることは知らない。
村上 モモコ / ポワトリンプティット
ユウコの妹で、三人姉弟の末っ子。小学校1年生（中盤より2年生）。
暗黒の帝王ディアブルの襲来後、ポワトリンのサポート役として神様に変身能力を授けられ、ポワトリンプティットとなって戦いに加わる。ポワトリンとは互いにライバル意識を持ちつつ共闘しているが、ユウコと同じく正体がバレた際のペナルティを課されている（こちらはザリガニにされてしまう）ため、お互いの正体は知らない。
村上 タクト
村上家の長男でユウコの弟。小学校5年生（中盤より6年生）。
ポワトリンに憧れを抱き、友達のカズヤ・シンスケ・ケンジと共にポワトリンクラブを作ってリーダーとなる。ポワトリンクラブの活動はポワトリンの仕事を助け、ポワトリンの活動を減らすことだがトラブルの原因になってしまう。
本田 カズヤ
体格の小さなタクトの友達。スポーツが得意で華麗なバク転を披露する。両親はともに警察官で、父・利夫は交番勤務の巡査、母・律子は警視庁勤務の警部。
竹内 シンスケ
太った体のタクトの友達。ポワトリンクラブでは新兵器の開発を手掛ける。薬局の息子で、幼いころに父親を亡くしており母子家庭。
渋谷 ケンジ
丸メガネをかけたタクトの友達。似顔絵が得意。とんかつ屋の息子。ポワトリンクラブ内では一番頭がいい。
本田 律子
本田カズヤの母親で、警視庁西本町署に勤める敏腕刑事。階級は警部。
警察の仕事をポワトリンに取られているとして、警察の面目躍如のためポワトリンを逮捕しようとする。ユウコとは息子を通じて親しい関係である。
神様
近所の神社に住む神様。たまたま神社を訪れたユウコに変身能力を与え、ご町内の平和と安全を守る仕事を押し付け、持病の胃カタルの治療名目でイタリアへ温泉旅行に行く。愛車はリアウイングの付いた真っ赤なスポーツカー。
時々帰ってきて、トラブルを持ちこんだり、ポワトリンに助言を与える。
ディアブル
古代ローマ帰りの神様にくっついて太古の時代から現代にやってきた暗黒の帝王。人を自在に操る力を持つ。
世界一位である現代日本の経済力と技術力を軍事力に変え宇宙を征服するため日本支配を企み、邪魔なポワトリンを始末しようと付け狙う。
名前の由来はフランス語で悪魔を意味するディアブルより。
新井 礼子
タクトの同級生。裕福な家庭のお嬢様で美少女だが、タクトたち男子生徒にワガママを言って翻弄する。

## ポワトリンの能力・武器
オルゴールペンダント
前期の変身アイテム。「コスモマジック・メタモルフォーゼ」の呪文でユウコをポワトリンへと変身させる。変身後はポワトリンの胸にブローチとなって装着されている。
これは玩具由来の名称で、劇中でこの名称で呼ばれることはない。
コスモブレス
ユウコが変装をする際に使用するアイテム。普段は腕時計の形をしている。「オリュード」の呪文で能力を発揮する。腕時計の時には蓋を開けることで、遠くの映像を映したり遠くの音を聞いたりすることができる。「オ・リュー・ド」とはフランス語で「in place of」（〜に代わって）を意味する。
ベルサーベル
先端に大きな四角錐状の宝石がついた短剣型の武器。普段は腰に下げており、有事の際には引き抜いた上で軸を長く伸ばして使用する。
先端から光線を発射する、色々な物を出す、変装した怪人の正体を暴く等、様々な力が備わっている。光線を発射して繰り出すポワトリンフラッシュが必殺技。
事件が解決すると光線で「P」の文字を書き残していく。
劇中では「短剣」や「ステッキ」と呼ばれる場合もある。
メリーオルゴーランド
中盤でポワトリンが神様からもらったオルゴール。金色のペガサスがまわるメリーゴーランドの形をしている。怪人の過去を映し出したり改心・更生させたりする機能がある。普段はユウコの部屋に置いてある。劇中では「神様のオルゴール」と呼ばれる場合もある。
コンパクト
後期の変身アイテム。神様から宅配便で送られた。事件が起こっている場所を示す能力がある。変身の呪文に変化はないが、変身ポーズが若干変わり、最初にコンパクトを手のひらの上に出現させ、宙に浮かせた状態からポーズを取る。

## ポワトリンプティットの能力・武器
ステッキ
変身アイテム兼専用武器。コスモブレスの機能も有している。

## キャスト
- 村上ユウコ / ポワトリン - 花島優子
- 村上モモコ / ポワトリンプティット - 前田利恵
- 村上ハヤト - 斉木しげる
- 村上ノリコ - 音無真喜子
- 村上タクト - 小林竜太
- 本田カズヤ - 下島裕司
- 竹内シンスケ - 山沢武久
- 渋谷ケンジ - 天間信紘
- 本田律子警部 - 柴田理恵
- 本田利夫 - 皆川衆
- 竹内友子 - 土屋美穂子
- 渋谷正夫 - うえだ峻
- 渋谷幸子 - 井上夏葉
- 新井礼子 - 田中麻世（第4話、第10話、第16話、第21話、第27話、第31話、第35話、第42話、第47話）
- 回想の少年 - 若菜大輔
- 回想の母親 - 渡部るみ
- アクションスタント - 飯干隆子
- 岡田警視正 - 玉川伊佐男（第16話、第23話）
- 神様 - 鈴木清順
- ディアブル - 螢雪次朗（第28話より）

## スタッフ
- 原作 - 石ノ森章太郎
- 企画 - 小林義明（東映）、木村京太郎（読売広告社）、原岡健一郎、石原隆（フジテレビ）[注釈 4]
- プロデューサー - 日笠淳、西村政行、髙寺成紀（東映）[注釈 5]
- 脚本 - 浦沢義雄
- 監督 - 佐伯孚治、村山新治、坂本太郎、三ツ村鐵治、岩原直樹
- 撮影 - 利根川曻、林迪雄、大沢信吾
- 撮影助手 - 高田謙一、田口晴久
- 照明 - 大須賀国男、上原福松、関口弥太郎
- 照明助手 - 森野茂樹、柴田守
- 美術 - 北郷久典、安井丸男
- 装置 - 金子光夫
- 録音 - 岡田忠直
- 録音助手 - 人見章久、小原和宏、永井重生
- 編集 - 阿部嘉之
- 編集助手 - 神田純子
- ネガ編集 - 菊地恵子
- 記録 - 森美禮、井上かずえ、国米美子、渋谷やす子
- 助監督 - 岩原直樹、田﨑竜太、河田章、北出和也、田部井稔
- 選曲 - 秋本彰
- 整音 - 川島一郎
- 効果 - 原田千昭
- 効果助手 - 柳生進
- リーレコ - 神中貞夫
- 装飾 - 岡部昭光（装美社）、飯野大空（装美社）、鈴木里美
- 衣裳 - 鈴木妙子（東京衣裳）
- 美粧 - 上村恵（サンメイク）
- 計測 - 大沢信吾、田中正博、臼木敏博
- アクションアドバイザー - 岡田勝（大野剣友会）
- クレイイラスト - 林恭三
- 劇中イラスト - 野口竜
- キャラクターコーディネーター - 小佐野聡（石森プロ）
- ビデオ合成 - 東通ecgシステム
- 音楽 - 本間勇輔
- 製作 - フジテレビ、東映、読売広告社（ノークレジット扱い）

## 主題歌
17の頃 (オープニングテーマ)
斉藤小百合、作詞：売野雅勇、作曲：本間勇輔、編曲：山本健司
前期ではイントロがカットされており、夜の街に降り立ったポワトリンがベルサーベルを手にタイトル画面を表示させるシーンの後、赤いスポーツカーに乗って公道に現れたポワトリンがラジオのスイッチを入れるところで歌いだし直前から曲が始まる。後期からはイントロから流れるようになり、神様が「愛ある限り戦いましょう!」のコールの後に手を叩いて番組タイトルを出現させるシーンの後、優子が駆け出すシーンから曲が始まる。
悲しみに一番近い場所 (前期エンディングテーマ)
歌：花島優子、作詞:石川あゆ子、作曲:松本俊明、編曲:水島康貴
横浜ドリームランドのメリーゴーランド前に降り立ったポワトリンが、変身を解いた状態でメリーゴーランドに乗りながら番組内では見せなかった様々なオリュード姿を披露するものとなっている。
あなただけChange me (後期エンディングテーマ)
歌：花島優子、作詞:石川あゆ子、作曲:松本俊明、編曲:水島康貴
後期及び最終回エンディングテーマ。
映像は、ディアブルが逃げ惑うユウコとモモコを追い回したのち飛び去って行くというもの。
イントロがカットされ歌いだし直前の数小節前から始まるが、総集編である第33と最終回である51話のみイントロから始まり劇中名場面のダイジェスト映像が使用された。また、第33話ではそれまでの主要ゲスト出演者もクレジットされている。
雨の日と月曜日が好き (第6話・22話挿入歌)
斉藤小百合、作詞：売野雅勇、作曲：本間勇輔、編曲：山本健司
上記の他、第21話では「パラダイス銀河」、第42話では「おどるポンポコリン」「UFO」（2曲ともカラオケのみ）が使用された。

## 放送リスト
| 放送日         | 話数 | サブタイトル                 | ゲストキャラクター                                                                   | 脚本            | 監督       |
| -------------- | ---- | ---------------------------- | ------------------------------------------------------------------------------------ | --------------- | ---------- |
| 1990年01月07日 | 1    | 神様の贈り物                 | - 怪盗テレビゲーム小僧（花房徹）                                                     | 浦沢義雄        | 佐伯孚治   |
| 1月14日        | 2    | 警視庁の女敏腕刑事           | - ハリウッド芸能プロ社長・川崎絶人（笹野高史） - 部下・松尾（天田益男）              | 浦沢義雄        | 佐伯孚治   |
| 1月21日        | 3    | 進学塾の秘密                 | - 天才開発塾理事長（依田英助） - 謎の男（大月ウルフ） - 試験官（土師孝也）           | 浦沢義雄        | 村山新治   |
| 1月28日        | 4    | ナポレオンの亡霊             | - ナポレオン（マイク・ロジャース）                                                   | 浦沢義雄        | 村山新治   |
| 2月04日        | 5    | 犯罪者ドクター・ブー         | - ドクター・ブー（佐藤正宏）                                                         | 浦沢義雄        | 坂本太郎   |
| 2月11日        | 6    | 清く正しいバリカン婆々       | - バリカン婆々（市川勇）                                                             | 浦沢義雄        | 坂本太郎   |
| 2月18日        | 7    | アイドルじゃない・・・       |                                                                                      | 浦沢義雄        | 佐伯孚治   |
| 2月25日        | 8    | ある代議士の陰謀             | - 島村代議士（福原一臣）                                                             | 浦沢義雄        | 佐伯孚治   |
| 3月04日        | 9    | 七色の声のスター             | - 白神博士（水野あや） - 伊東ひかり（浜口ひろみ）                                    | 浦沢義雄        | 村山新治   |
| 3月11日        | 10   | エジソンバンドを探せ！       | - 井上（田口トモロヲ）                                                               | 浦沢義雄        | 村山新治   |
| 3月18日        | 11   | ザ・恐怖の紡績工場           | - ザ・恐怖の紡績工場（大友龍三郎）                                                   | 浦沢義雄        | 坂本太郎   |
| 3月25日        | 12   | 大統領の息子                 | - 大統領の息子（梅垣義明）                                                           | 浦沢義雄        | 坂本太郎   |
| 4月01日        | 13   | 秘密のニセ札工場             | - ギャングの親分（斉藤真）                                                           | 浦沢義雄        | 三ツ村鐵治 |
| 4月08日        | 14   | 不思議な呼び笛               | - 怪盗741号（河合宏）                                                                | 浦沢義雄        | 三ツ村鐵治 |
| 4月15日        | 15   | ダイジョーブ博士の来日       | - ダイジョーブ博士（大杉漣） - 犯人（岡田勝）                                        | 浦沢義雄        | 佐伯孚治   |
| 4月22日        | 16   | 新井家の守護霊               | - 守護霊・大新井様（森下哲夫）                                                       | 浦沢義雄        | 佐伯孚治   |
| 4月29日        | 17   | 消えた鯉のぼり               | - ナマズ大明神（瀬川哲也） - 鯉のぼりの父（十貫寺梅軒） - 鯉のぼりの母（曽川留美子） | 浦沢義雄        | 坂本太郎   |
| 5月06日        | 18   | 優しい脱獄囚                 | - 脱獄囚（不破万作）                                                                 | 浦沢義雄        | 坂本太郎   |
| 5月13日        | 19   | 涙の新兵器                   | - ザ・悪魔の商社（団時朗） - 少女（南風見恵子）                                      | 浦沢義雄        | 村山新治   |
| 5月20日        | 20   | 神様のオルゴール             | - 怪盗ミケランジェロ（岩崎ひろし）                                                   | 浦沢義雄        | 村山新治   |
| 5月27日        | 21   | 超能力者はお化けが好き？     | - 超能力者（阪上和子） - 白百合の姫（上野めぐみ）                                    | 浦沢義雄        | 佐伯孚治   |
| 6月03日        | 22   | アパレラ公国の王子           | - 領事館職員（今福将雄） - 芸術家（坂本あきら）                                      | 浦沢義雄        | 佐伯孚治   |
| 6月10日        | 23   | ノリコの一日本田警部         | - ブロディ君（ぶるうたす） - 友美（持田真樹）                                        | 浦沢義雄        | 坂本太郎   |
| 6月17日        | 24   | シュミット将軍の店           | - シュミット将軍（ミッキー・カーチス） - 友美（持田真樹）                            | 浦沢義雄        | 坂本太郎   |
| 6月24日        | 25   | てんぷら屋さんの町おこし     | - うなぎ屋（横山あきお） - てんぷら屋（出光元） - 焼き肉屋（山浦栄）                 | 浦沢義雄        | 村山新治   |
| 7月01日        | 26   | 私のエネルギーを返して       | - 理科の先生（亀山助清）                                                             | 浦沢義雄        | 村山新治   |
| 7月08日        | 27   | 哀愁の幽霊蚊取り線香         | - 新井家のご先祖（森下哲夫） - 閻魔大王（ドン貫太郎）                                | 浦沢義雄        | 佐伯孚治   |
| 7月15日        | 28   | アポロンの戦士の恋人         | - 男（及川ヒロオ） - アポロンの戦士（福田健次）                                      | 浦沢義雄        | 佐伯孚治   |
| 7月29日        | 29   | ディアブルの野望             | - 国際犯罪団ボス（岡田勝）                                                           | 浦沢義雄        | 坂本太郎   |
| 8月05日        | 30   | ディアブルの野望II           |                                                                                      | 浦沢義雄        | 坂本太郎   |
| 8月12日        | 31   | スイカ割り大会の恨み         | - スイカの霊（木村修）                                                               | 浦沢義雄        | 村山新治   |
| 8月19日        | 32   | 夏休みの宿題強盗・勉強くん   | - 宿題強盗勉強くん（及川ヒロオ）                                                     | 浦沢義雄        | 村山新治   |
| 8月26日        | 33   | 一挙公開？愛ある限り名場面集 |                                                                                      | 岩原直樹 (構成) | 岩原直樹   |
| 9月02日        | 34   | 尊敬されたカツパン           | - カツパン屋（阿野伸八）                                                             | 浦沢義雄        | 佐伯孚治   |
| 9月09日        | 35   | かぐや姫の宝                 | - かぐや姫（田口あゆみ） - 月よりの使者（吉田淳）                                    | 浦沢義雄        | 佐伯孚治   |
| 9月16日        | 36   | お彼岸ライダーの謎           | - 静（塩原薫） - 住職（久保晶）                                                      | 浦沢義雄        | 坂本太郎   |
| 9月23日        | 37   | ふしあわせ王子の犯罪         | - ふしあわせ王子（モロ師岡） - 焼き魚泥棒（沢田浩二）                                | 浦沢義雄        | 坂本太郎   |
| 9月30日        | 38   | ぼくはリーサルウェポン       |                                                                                      | 浦沢義雄        | 村山新治   |
| 10月07日       | 39   | 本田警部のある作戦           | - 怪盗917号（野添義弘）                                                              | 浦沢義雄        | 村山新治   |
| 10月14日       | 40   | おまじない博士のグッズ       | - おまじない博士（永井一郎）                                                         | 浦沢義雄        | 佐伯孚治   |
| 10月21日       | 41   | 虫歯が恐い・・・・           | - 怪盗ボリバリ（田上ひろし）                                                         | 浦沢義雄        | 佐伯孚治   |
| 10月28日       | 42   | 風流な宇宙人                 | - 宇宙人（石井洋祐） - 新井家の幽霊（布施絵理）                                      | 浦沢義雄        | 坂本太郎   |
| 11月04日       | 43   | 愛しの義経さま               | - 源義経（渡辺博貴）                                                                 | 浦沢義雄        | 坂本太郎   |
| 11月11日       | 44   | タクトの甘え                 | - 木枯し童子（江幡高志）                                                             | 浦沢義雄        | 村山新治   |
| 11月18日       | 45   | ヤマモトは教育ママが嫌い     | - ヤマモト（場内総立） - 佐々木夫人（渡辺信子）                                      | 浦沢義雄        | 村山新治   |
| 11月25日       | 46   | 冬の星座の嘘                 | - 白鳥座の精（東郷恵利香）                                                           | 浦沢義雄        | 岩原直樹   |
| 12月02日       | 47   | 花咲か爺さんの宝             | - 看護婦（大島蓉子）                                                                 | 浦沢義雄        | 岩原直樹   |
| 12月09日       | 48   | タクトの恋人                 | - にせポワトリン（横内直人）                                                         | 浦沢義雄        | 坂本太郎   |
| 12月16日       | 49   | ミステリーサークルの謎       | - 乾物屋（山浦栄）                                                                   | 浦沢義雄        | 坂本太郎   |
| 12月23日       | 50   | クリスマスの悲劇             | - 広域暴力団員・岡田（岡田勝）                                                       | 浦沢義雄        | 佐伯孚治   |
| 12月30日       | 51   | 大晦日の幸福                 | - ザ・納豆マン（福本浩巳） - 被害者（飯干隆子） - 神様の使い（奥村公延）             | 浦沢義雄        | 佐伯孚治   |

## 視聴率
- 最高視聴率：18.9%（東映不思議コメディーシリーズ歴代4位）

ビデオリサーチ調べ、関東地区

## 放送局
- フジテレビ（制作局）：日曜 9:00 - 9:30
- 北海道文化放送：日曜 9:00 - 9:30[8]
- 岩手放送：火曜 16:07 - 16:35[9]
- 山形テレビ：日曜 11:00 - 11:30[10]
- 仙台放送：金曜 16:00 - 16:30（1990年1月は - 9月）→ 木曜 16:30 - 17:00（1990年10月 - 1991年2月）[11]
- 新潟総合テレビ：日曜 9:00 - 9:30[12]
- 石川テレビ：金曜 17:30 - 18:00（1990年1月19日[13]から1990年12月28日まで）→金曜 16:30 - 17:00（1991年1月11日のみ）[14]
- 長野放送：日曜 9:00 - 9:30[15]
- テレビ山梨：火曜 16:25 - 16:55（1990年2月20日放送開始）[16]
- テレビ静岡：金曜 17:00 - 17:30[16]
- 東海テレビ：金曜 16:00 - 16:30（1990年3月まで）[注釈 8] → 金曜 7:00 - 7:30（1990年4月6日以降）[17]
- KBS京都：月曜 18:25 - 18:55[18]
- サンテレビ：金曜 17:00 - 17:30（1990年3月時点）[19] → 月曜 18:30 - 19:00（1990年11月時点）[20]
- 岡山放送：金曜 16:00 - 16:30[21]
- テレビ新広島：木曜 16:00 - 16:30（1990年5月時点）[22] → 木曜 16:30 - 17:00（1990年11月時点）[21]
- テレビ西日本：日曜 9:00 - 9:30[23]
- サガテレビ：木曜 16:30 - 17:00[24]
- テレビ熊本：水曜 16:30 - 17:00[24]
- 沖縄テレビ：日曜 9:00 - 9:30（1990年11月4日放送開始）[25]

## 映像ソフト化
- 2005年9月21日 - 2006年5月21日にかけて初ソフト化となるDVDが東映ビデオから発売された。全5巻の各2枚組で各巻10話（Vol.5のみ11話）収録。毎月のリリースではなく2か月おきのリリースとなった。
- 2008年7月21日発売の「石ノ森章太郎 生誕70周年 DVD-BOX」に第1話が収録されている。

## ネット配信
- 東映特撮 YouTube Official：2014年9月29日 - 2015年3月30日、2018年11月12日 - 2019年5月6日

## コミカライズ
- 井口ユミ（小学館『ぴょんぴょん』）
- 塚田秀一郎（徳間書店『テレビランド』）

## その他
- ポワトリンの衣装は元は20センチほどスカートが長かったが、花島が最初に着た際にスタッフがその場でハサミを入れて作中での長さとなった[26][2]。
- ユウコ役の花島優子は同人誌で漫画を描いていた経験もあり、第33話でユウコが描いたという設定の漫画は花島自身が執筆したものである[2]。
- 神様役に鈴木清順が起用された理由について、弟子筋の浦沢義雄はプロデューサーに鈴木のファンがいてキャスティングされたと証言している[27]。
- 漫画家の武内直子は、代表作『美少女戦士セーラームーン』を連載する上でこの作品に影響を受けたことを語っている[2]。

## 関連作品
- 美少女戦麗舞パンシャーヌ 奥様はスーパーヒロイン! - 『ポワトリン』のオマージュ作品。花島も第10話に怪人役で出演。
- ひみつのアッコちゃん - 1998年放送の第3作第13話「美少女仮面におまかせ」で、「美少女仮面プリンアラモード」というパロディを放送。脚本は本作と同じ浦沢義雄、放送時間も本作品と同じ日曜9:00。
- 特撮冒険活劇 スーパーヒーロー烈伝（2000年、ドリームキャストソフト、バンプレスト発売） - ポワトリンが登場する特撮のクロスオーバーゲーム。
- 仮面ライダー×仮面ライダー ウィザード&フォーゼ MOVIE大戦アルティメイタム - ウィザードパートでポワトリンが登場する。変身者の設定は原典と異なり上村優となっており、入来茉里が演じる。脚本は本作品と同じ浦沢義雄。

### バラエティー番組
- ポワトリンの姿で花島が出演した作品
  - あっぱれさんま大先生
  - 鶴太郎のギャグハラスメント - 片岡鶴太郎主演の『美少女仮面ツルトリン』というパロディコーナー。
  - ビデオあなたが主役 - 花島はアシスタント。ポワトリンに扮して予告。
  - バイキング（放送時の火曜日の司会はTAKAHIRO（EXILEのヴォーカリスト）） - 2015年3月3日生放送で25年ぶりに登場。
- 本作品を紹介した（番組の映像を流した）番組
  - あの人は今!? - 花島が取り上げられたとき
  - ロンロバ! - 花島が登場したとき